# Galleggiare (album)
Galleggiare è il primo album in studio della cantautrice italiana Serena Brancale, pubblicato il 25 febbraio 2015 dall'etichetta Warner Music Italy.
L'album contiene il brano omonimo, con cui la cantautrice ha gareggiato al 65º Festival di Sanremo nella sezione "Nuove proposte", non riuscendo a classificarsi tra i finalisti.

## Descrizione
Il progetto discografico si compone di nove tracce, scritte dalla stessa Serena Brancale con la collaborazione di autori e produttori, tra cui Bruno Tibaldi e Michele Torpedine.

## Promozione
Il 12 febbraio 2015 è stato pubblicato il singolo omonimo come primo estratto dall'album in concomitanza alla partecipazione della cantautrice al 65º Festival di Sanremo nella sezione "Nuove proposte".
Il secondo singolo estratto dall'album è stato La mia anima, uscito in concomitanza all'uscita dell'album.
Il 12 giugno 2015 è uscito Il gusto delle cose come terzo singolo estratto dall'album.

## Tracce
Testi e musiche di Serena Brancale.
1. Solo in una – 4:27
2. Tabù – 4:20
3. Galleggiare – 4:18
4. Grano e vento – 2:59
5. Frida – 4:03
6. La mia anima – 3:43
7. Aria – 3:48
8. Il gusto delle cose – 3:50
9. Galleggiare (Sanremo Version) – 3:47